# 牡蠣の森を慕う会

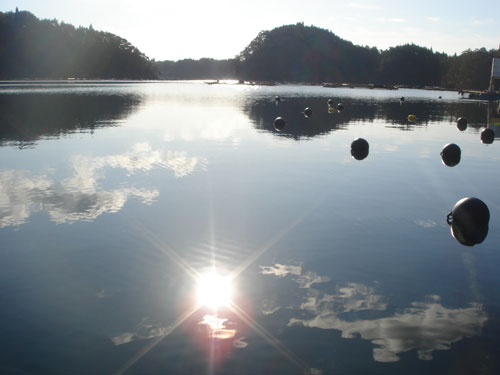
「牡蠣の森を慕う会」が活動を行っている舞根湾（宮城県気仙沼市唐桑町）

牡蠣の森を慕う会（かきのもりをしたうかい）は、環境運動である「森は海の恋人運動」を推進している、宮城県気仙沼市唐桑町の漁民の集いの名称。代表は畠山重篤（有限会社水山養殖場 代表取締役）。

## 概要
高度経済成長時代に失われた豊かな海を取り戻すため、「森は海の恋人運動」を1989年（平成元年）より推進している。
気仙沼市在住の歌人、熊谷龍子の歌「森は海を海は森を恋いながら悠久よりの愛紡ぎゆく」より名付けられた「森は海の恋人」というキャッチフレーズと共に全国にその運動の輪が広がり、漁民による森づくり、森と川と海を一体としてとらえる環境認識、子供たちへの環境教育のシンボル的な運動として位置づけられている。
2002年度にグッドデザイン賞の新領域デザイン部門を受賞。

## 運動の背景
海水と河川水の交わる汽水域での生物生産にとって重要な養分は、上流の森の腐葉土を通過した河川水、地下水が運んでくることに漁民たちが気づき、気仙沼湾に注ぐ大川の上流域の岩手県室根村（現在の一関市室根町）の室根山に地元の人々の理解のもと、広葉樹の森を作り始め、これを「牡蠣の森」と名付けて、森と川と海が一体のものであるという運動のシンボルとした。その後、植林は室根町矢越山へと場所を移し、毎年6月に行われる「森は海の恋人植樹祭」には1,000人を超える全国の人々が集う。
また、同会は気仙沼湾に注ぐ大川の流域住民、特に子供たちを始め、全国の子供たちへの環境教育活動を気仙沼市唐桑町の舞根湾において続けており、2010年（平成22年）にはその数が1万人を超えた。
平成21年5月11日、慕う会の継続とさらなる発展のため「特定非営利活動法人森は海の恋人」を設立。同団体は東日本大震災で甚大な被害を受けるが寄付等により持ち直し、現在も積極的に海の環境保全に努めている。